# Сурганов, Всеволод Алексеевич
Все́волод Алексе́евич Сурга́нов (21 октября 1927, Рошаль — 26 июля 1999, Москва) — советский и российский литературовед, писатель.

## Биография
Отец Всеволода Сурганова, Алексей Иванович, главный бухгалтер номерного завода, был репрессирован в 1937 году и расстрелян на Бутовском полигоне. Во время войны семья находилась в эвакуации в Киргизии, позже осела в Подольске.
Своим творческим дебютом считал 1945 год, стихи о Победе, публикация которых положила начало многолетнему сотрудничеству с газетой «Подольский рабочий». В 1951 году Сурганов окончил филологический факультет Московского педагогического института имени В. И. Ленина. Преподавал русский язык и литературу в Тушинском спецучилище № 42 и школе № 10 Подольска, работал в Подольском горкоме комсомола. В 1957 году вернулся в аспирантуру. Год спустя защитил кандидатскую диссертацию о творчестве Леонида Соболева. В том же году начал публиковаться в литературных журналах.
С 1976 по 1993 год заведовал кафедрой советской литературы и вёл семинар критики в Литературном институте имени А. М. Горького. В числе его учеников Павел Басинский, Владимир Бондаренко, Александр Люсый, Валерия Нарбикова, Елена Черникова, Лариса Шульман. В последние годы жизни преподавал в родном МПГУ.
Увлекался туризмом и авторской песней, дружил с Юрием Визбором и Юлием Кимом. Долгие годы вёл литобъединения в Подольске и в Московском пединституте.
Автор книг «Об искусстве воспитания» (1951, в соавторстве с С. Болдыревым и Л. Гурвичем), «Леонид Соболев: очерк жизни и творчества» (1962, дополненное издание — 1986), «Фёдор Панфёров. Литературный портрет» (1967), «Человек на земле» (1975, дополненное издание — 1981), а также более сотни статей о советской литературе.
Скончался 26 июля 1999 года в Москве. Прощание с Сургановым прошло в Ново-Екатерининской больнице. Похоронен в Подольске.